# Tuskahoma
Tuskahoma est une census-designated place du comté de Pushmataha, dans l'État d'Oklahoma, aux États-Unis,. En 2020, elle compte une population de 102 habitants.